# Schloßbückle (Wallburg)

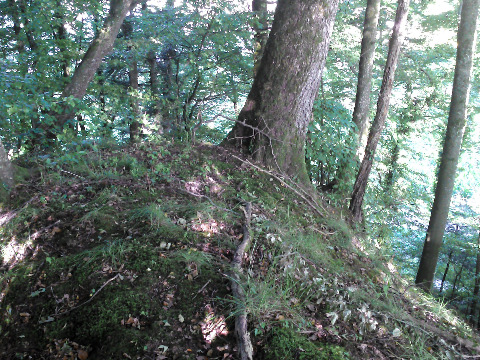
Teil des inneren Walls am Rand der Terrasse, 2015

Das Schloßbückle liegt auf der Gemarkung von Wutöschingen im Landkreis Waldshut in Baden-Württemberg und ist ein in der archäologischen Prospektion nicht in eine Befundsaufnahme einbezogenes Bodendenkmal. Seine Existenz wird über lokale Überlieferungen angezeigt. Der Ort ist bis heute in Landkarten als „Schloßbückle“ vermerkt – ein Name, der zumindest eine Erinnerung an Mauerreste birgt. Vorhanden ist ein Wall- und Grabensystem.

## Lage
„Knapp 1,1 km südwestlich des Ortes gemeint ist hier der Ortsteil Willmendingen springt in Höhe des Oberlauchringer Wehrs aus einer eingelößten Schotterterrasse, die das linke Wutachhochufer bildet, eine Nagelfluhklippe leicht in die Flußaue vor. Rechts und links davon greifen zwei schluchtartige Rinnen in die 20 m hohe Steilkante ein.“ Heute befindet sich in diesem Bereich am Wutachufer die Kläranlage der Gemeinde Wutöschingen.

## Oberflächenbefunde
„Die oben beschriebene markante topographische Lage wurde geschickt ausgenützt, um das Nagelfluhriff bogenförmig um einen von Rinne zu Rinne geführten Graben vollends vom sacht ansteigenden Hinterland zu trennen. Der heute schon wieder erheblich mit Lockermassen zugesetzte Graben ist im Osten rd. 6–7 m, im Scheitelpunkt noch 5–6 m und im Westen bis zu 10 m tief; hier erreicht er auch seine größte Breite mit 20–30 m, die natürliche Weite der Runse miteingerechnet. Er verjüngt sich bis zum Scheitelpunkt im Süden auf ca. 15 m und läuft dann gleichbleibend weiter, um sich erst nahe der Steilkante wieder trompetenförmig zu erweitern.“ Das Grabensystem umschließt einen entsprechend herausragenden, oben abgeflachten Erdblock.
„Auf der Innenseite [der von den Gräben umschlossenen Terrasse] liegt ein stark verflachter Erdwall – Basisbreite max. 7 m, Höhe max. 1.50 m –, dessen Enden zu den Steilkanten hin stetig an Höhe verlieren. Der dergestalt umwehrte Innenraum ist hufeisenförmig und mißt max. 30 x 23,5 m; seine Oberfläche ist völlig eben. Oberirdisch sind keine Spuren einer Überbauung zu erkennen. Die Lage des Zuganges ist unsicher; Er könnte im Nordwesten gelegen haben, weil dort der Wall vor dem Erreichen der Steilkante ausstreicht. Datierende Funde fehlen. Die kleine Abschnittsbefestigung ist wohl als Burgstall oder Ansitz aus dem frühen Hochmittelalter anzusprechen. Er liegt an einem wichtigen Straßenzug, der von Zurzach kommend, hier vorüber und zu Füßen des Semperbucks wutachaufwärts führte. Vielleicht steht diese Anlage im Zusammenhang mit der Auflassung der großen, mehrgliedrigen Befestigung auf dem Rücken dieses Berges.“

## Hypothesen der Heimatforschung
Die Sichtverbindung mit der Wallburg Semberg steht im Zusammenhang mit Überlegungen, die auf eine zeitlich frühere Erstellung und Nutzung zurückführen:

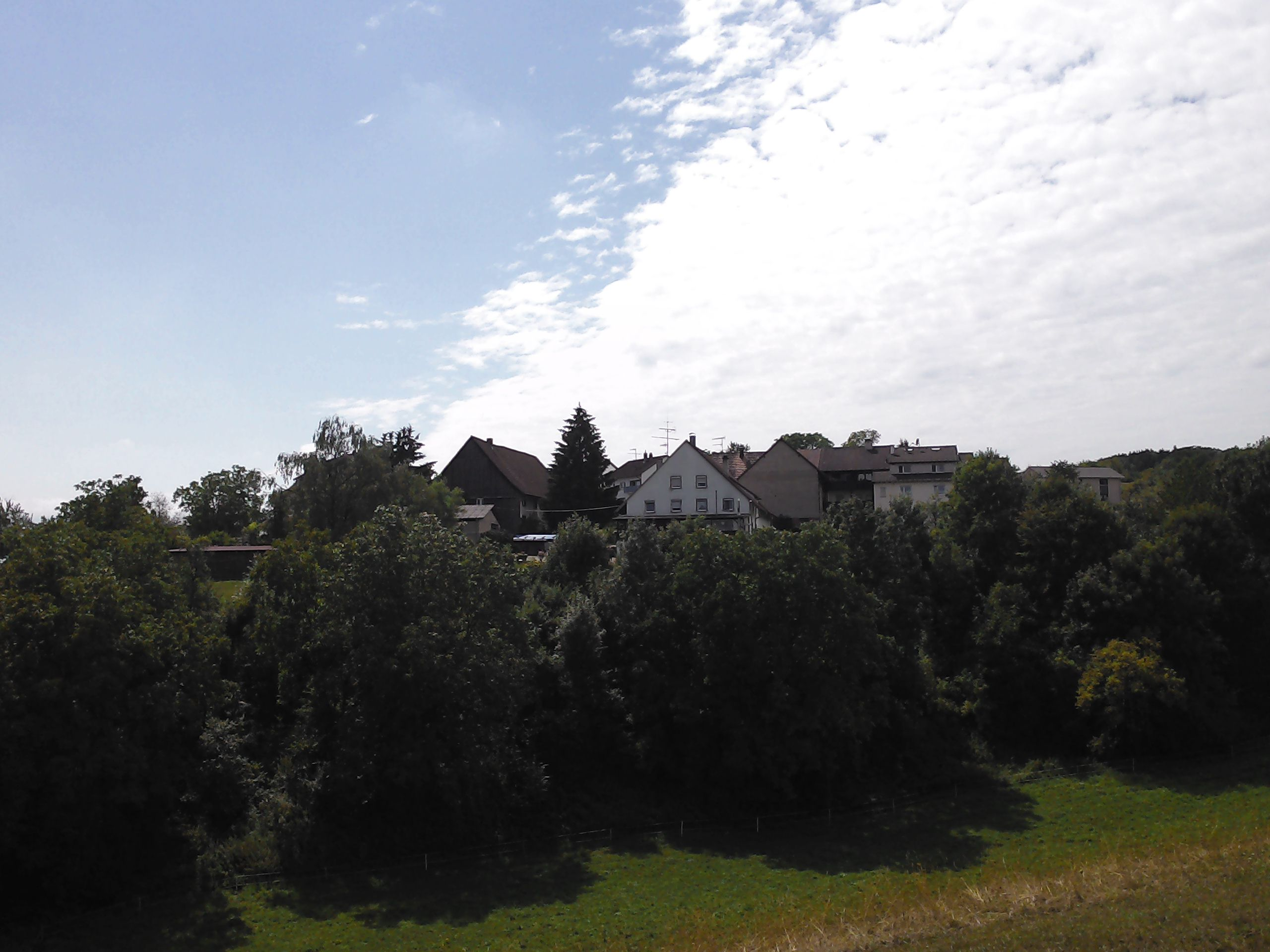
Die Höfe bei Horheim (ehemals Lüttisloh), von der Straße aus gesehen

„Das Schloßbücklein, oberhalb der Kläranlage, dürfte ein römischer Lageposten gewesen sein, der zur Beobachtung der Ringburg auf dem Semberg diente, oder auch zur Unterstützung eines Angriffs auf diesen hoch gelegenen Ringwall.“ Der Autor macht auch Angaben zur taktischen Lage: „Eine römische Straße lief vom Klettgau herüber über diese Höhe in unmittelbarer Nähe des Schloßbückleins nach Willmendingen und über Schwerzen nach Horheim, wo man die Wutach mittels einer Brücke überschreiten konnte. Von Horheim stieg diese Straße über die Höfe, am sogenannten Altstädli vorbei in Richtung Bonndorf weiter.“
Der Autor bezieht sich in seinem Artikel auch auf eine ältere Quelle:
„Samuel Pletscher aus Schleitheim/Schweiz schrieb in einem veröffentlichten Bericht am 21. Dezember 1890, über die alten Befestigungsanlagen auf dem Semberg, daß die große Nähe des Schloßbücklein-Befestigungspunktes zum Sembergringwall, hauptsächlich die Gestaltung des ersteren als ziemlich regelmäßiges Viereck, vermuten laße, daß es römischen Ursprungs sein könnte.“
In einen vorrömischen Zusammenhang stellte H. W. Mayer, 1926, die hiesige Befestigung in einer Aufzählung: „Es ist möglich, daß Ringwallburgen, die augenscheinlich ihre Anlage der Hallstattbevölkerung verdanken und ihr zum Schutze gedient hatten, nun auch für die Kelten, d. h., für die Helvetier die gleiche Bedeutung hatten gegen die nachrückenden Germanen. Immer liegen die Ringwälle dort, wo ein wichtiger Verkehrspunkt geschützt werden muß. [...] Ringwälle finden sich auf der Höhe zwischen Albtal und Schildbachtal bei Tiefenstein, das sogenannte Schloßbückle etwa zwei Kilometer südlich von Schwerzen auf dem Hochufer der Wutach, ferner auf dem Hornbuck über Unter-Riedern und die Anlage von Herdern, Gemarkung Güntzgen, im Grubenholz.“

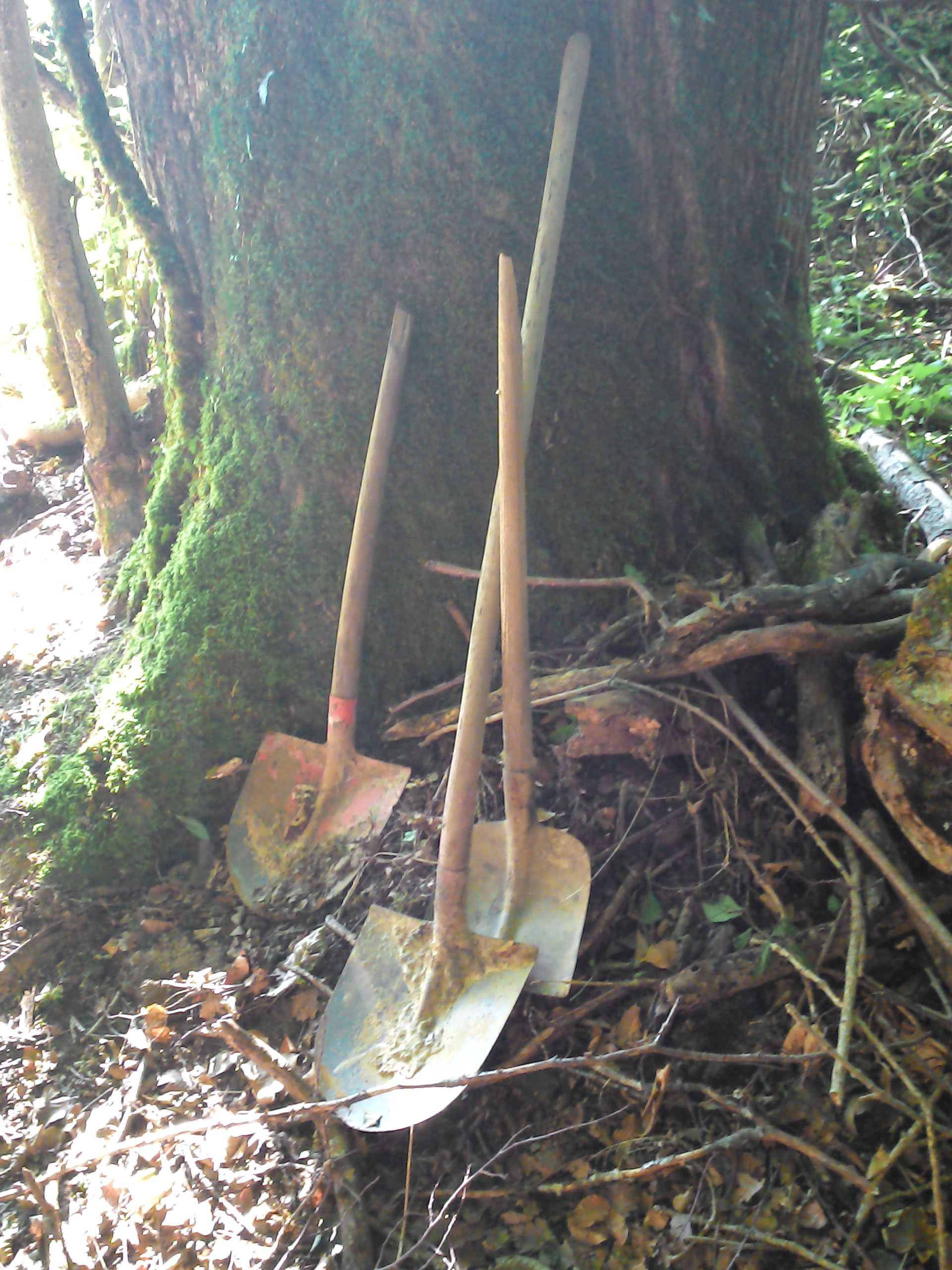
Konfiszierte Schaufeln von Schatzgräbern auf dem Schloßbückle

## Gegenwart
Die Anlage, die auch aus der Entfernung nicht zu erkennen ist, ist zudem schwer zugänglich, die steil abfallende und verwachsene Böschung zur Wutach hin wird noch von einem Bach abgetrennt. Ort und Bedeutung sind heute weitgehend unbekannt.
Dennoch muss eine Gruppe von Wissenden, die sich als Raubgräber versuchten, davon Kenntnis besessen haben.
Festgestellt werden konnten vor Ort im Sommer 2015 mehrere Schaufeln, gegrabene Vertiefungen und Spuren, die auf Materialtransport mit Schubkarren hinwiesen. Eine Störung dieser Aktivitäten war bei der Entdeckung nicht unmittelbar erfolgt, doch die ungeordnete Hinterlassenschaft lässt doch auf einen überhasteten Abbruch der Grabungen schließen.